# Brian Herbert Chappel
Brian Herbert Chappel, britanski general, * 25. november 1895, † 14. november 1964.